# Maigret a drahoušek z Montmartru
Maigret a drahoušek z Montmartru (Maigret in Montmartre) je britský hraný film z roku 2017, který je součástí minisérie Maigret. Film natočil Thaddeus O'Sullivan podle románu Georgese Simenona Maigret v Picratt Baru. Komisař Maigret, kterého hraje Rowan Atkinson, vyšetřuje vraždu dvou žen na Montmartru.

## Děj
Na Montmartru je jedné noci zavražděna žena, která si říká hraběnka, a krátce poté Arlette, tanečnice z baru Picratt. Ta navštívila komisaře Maigreta krátce před svou smrtí. Komisař se snaží zjistit, jestli smrt obou žen spolu souvisí. Vyšetřování ho zavede do baru Picratt a také odhalí události, které se staly před mnoha lety v Nice.

## Obsazení
| Rowan Atkinson     | komisař Maigret    |
| Shaun Dingwall     | inspektor Janvier  |
| Lucy Cohu          | paní Maigretová    |
| Colin Mace         | inspektor Lognon   |
| Leo Staar          | inspektor LaPointe |
| Nicola Sloane      | hraběnka           |
| Sebastian De Souza | Philippe Martinot  |
| Simon Gregor       | Saranče            |
| Olivia Vinall      | Arlette            |
| Douglas Hodge      | Fred Alfonsi       |
| Lorraine Ashbourne | Rosa Alfonsi       |
| Cassie Clare       | Tania              |
| Hugh Simon         | doktor Paul        |
| Niké Kurta         | Betty              |
| Jane Wood          | Mme Aubin          |
| Adrian Scarborough | doktor Bloch       |
| Gyula Mesterházy   | muž na toaletách   |
| Mark Heap          | doktor Moers       |
| Sara Kestelman     | Mme Dussardier     |
| Tilly Vosburgh     | Nathalie Moncoeur  |
| Alexandra Bakonyi  | Genevieve          |
| Adrian Rawlins     | Oscar Bonvoisin    |